# Bognor Regis Town Football Club
Il Bognor Regis Town Football Club è una squadra di calcio della Conference South, con sede a Bognor Regis, West Sussex, Inghilterra.
Lo stadio è il Nyewood Lane con capienza di 4000 spettatori.

## Storia
Il club nacque nel 1883 e nei primi anni di attività si limitò a giocare amichevoli, sino ad inserirsi nella West Sussex League nel 1896, dove ottenne lusinghieri risultati. Dopo un periodo di affiliazione alla Brighton & Hove District League, entrò nella Sussex County League per rimanervi sino al 1972.
Il club si è distinto, nella sua storia, per aver conquistato più volte la Sussex Senior Cup e, nella stagione 1986-87, la AC Delco Cup.
Anche in F.A. Cup la squadra non ha sfigurato: in particolare, nel 1984 approdò al secondo turno, eliminando lo Swansea City al replay
casalingo, vinto 3-1. Il secondo turno venne raggiunto, ma mai superato, in altre occasioni, l'ultima delle quali contro il Peterborough United (sconfitta esterna per 4-0). Nel 1985 il club ha giocato la semifinale della Coppa Anglo-Italiana, conclusa con una sconfitta con il punteggio di 4-1 sul campo degli italiani del Livorno; in seguito il club ha perso con il punteggio di 3-1 la finale per il terzo e quarto posto contro i connazionali del RS Southampton.
Dopo aver giocato nella Southern Football League fino al 1981, la squadra fu inserita in Isthmian League per approdare infine in Conference South. Nella stagione 2015-2016 ha raggiunto per la prima volta nella sua storia la semifinale di FA Trophy.
Il nomignolo "The Rocks" deriva da una formazione rocciosa situata a circa un miglio dalla spiaggia di Bognor Regis.

## Palmarès

### Competizioni nazionali
- Isthmian Football League Cup: 1

1986-1987

### Competizioni regionali
- West Sussex League: 5

1920–1921, 1921–1922, 1922–1923, 1923–1924, 1924–1925
- Sussex Senior Challenge Cup: 9

1954–1955, 1955–1956, 1979–1980, 1980–1981, 1981–1982, 1982–1983, 1983–1984, 1986–1987, 2018–2019

### Altri piazzamenti
- Isthmian League:

Secondo posto: 2015-2016, 2016-2017
Terzo posto: 2013-2014
- West Sussex League:

Secondo posto: 1897-1898
- Coppa Anglo-Italiana:

Semifinalista: 1985